# Heinkel He 63
Die Heinkel He 63 war ein Schulflugzeug des deutschen Herstellers Heinkel aus den 1930er-Jahren.

## Geschichte
Die Entwicklung der He 63 erfolgte auf eine Initiative der DVS (Deutsche Verkehrsfliegerschule), einer Tarnorganisation der verbotenen deutschen Luftwaffe, die im Frühjahr 1930 die Anforderungen für ein Schulflugzeug der Klasse B 1 bekannt gab. Es sollte eine Landausführung für Schul- und Überlandflüge bis zu 600 km gebaut werden, gleichzeitig wurde eine Schwimmerversion für die Ausbildung von Seefliegern ausgeschrieben. Die Firmen Albatros, Arado, BFW, Focke-Wulf und Heinkel wurden aufgefordert, Projektvorschläge einzureichen. In die engere Wahl kamen die Entwürfe von Arado, Albatros und Heinkel, doch aufgrund der beschränkten finanziellen Mittel erhielten lediglich Albatros und Heinkel im Frühjahr 1931 auch Konstruktionsaufträge, so dass Arado sein Projekt auf eigene Kosten entwickelte. Hierbei spielte auch der verfügbare und für Schulflugzeuge sehr leistungsstarke Antrieb Argus As 10 mit über 200 PS und hängenden Zylindern eine Rolle, denn er war aerodynamisch sehr günstig in Flugzeugzellen einzubauen. Der Bau des Prototyps verzögerte sich wegen Finanzierungsproblemen bis zum April 1932. Die Landversion wurde nach der Einführung des RLM-Bezeichnungssystems als He 63A und die Schwimmerversion als He 63Aw bezeichnet.
Die technische Erprobung fand nach der Fertigstellung des Prototyps in Travemünde statt. Im Juli 1932 wurde das Flugzeug bei der DVS in Warnemünde getestet, wie auch etwas später ihre Konkurrenzentwürfe Ar 66 und Al 102. Es stellte ich jedoch heraus, dass die damals noch als HD 63 bezeichnete Maschine die geforderten Leistungen nicht erreichte. Sie war zwar schnell auf Schwimmer umrüstbar, doch lag dann die Leistung um 30 % unter den geforderten Werten, weshalb sie abgelehnt wurde.
Davon abgesehen war die He 63 ein sehr robustes und geräumiges Schulflugzeug, das sehr gut zur Ausbildung von Beobachtern, Funkern, Fotografen usw. geeignet war, da der Rumpf ausreichend Platz für verschiedenste Ausrüstungen bot.
Von der He 63 wurden wegen ihrer schlechten Leistungsparameter wahrscheinlich nur drei Exemplare mit den Werknummern 401 (D–2219, später D–IKIT), 402 (D–2263) und 407 (D–2329, später D–IBYM) gebaut. Das Landfahrwerk wurde während der Tests durch Schwimmer ersetzt. Diese Seeausführung erhielt wegen der größeren Rüstmasse mit den Schwimmern einen um 6 m² vergrößerten Unterflügel. Der Unterflügel hatte bei dieser Variante der He 63 dieselbe Spannweite wie der Oberflügel. Von dieser Version wurden nur vier Flugzeuge gebaut.

## Konstruktion
Der Aufbau des Flugzeuges war so einfach wie möglich gehalten. Alle tragenden Teile bestanden aus Stahl oder Leichtmetall, verbindende Elemente waren aus Chromnickelstahl. Die Holme waren Profilstahlrohre, auf die Leichtmetallrippen aufgebracht wurden. Rumpf und Tragflächen waren überwiegend mit Leinen bespannt.
Der Oberflügel wurde durch N-Stiele mit dem Rumpf und dem Unterflügel verbunden und war verspannt. Der Oberflügel besaß eine leichte V-Form von 1°. Bei der Landausführung war der gerade Unterflügel um 2 m kürzer als der Oberflügel und hatte eine 2°-V-Stellung. Jeder Flügel hatte zwei Holme aus Stahl mit Leichtmetallrippen. Die Flügelnasen waren mit Dural beplankt, die anderen Flächen mit Leinen bespannt.
Das Leitwerk hatte einen Stahlrohrholm mit Leichtmetallrippen. Die Ruder bestanden ganz aus Leichtmetall und waren mit Stoff bespannt.
Das 8-Zylinder-Triebwerk ließ sich mit seinen hängenden Zylindern aerodynamisch sehr günstig in die Flugzeugzelle einzubauen und verfügte mit seinen 200 PS über große Leistungsreserven für ein Schulflugzeug.

## Technische Daten
| Kenngröße                                   | Daten (Heinkel He 63A-0 (L))                                      |
| ------------------------------------------- | ----------------------------------------------------------------- |
| Besatzung                                   | 2                                                                 |
| Spannweite oben                             | 10,8 m                                                            |
| Spannweite unten                            | 8,0 m                                                             |
| Länge                                       | 8,20 m                                                            |
| Höhe                                        | 2,70 m                                                            |
| Flügelfläche                                | 24,37 m²                                                          |
| Flächenbelastung                            | 51,3 kg/m²                                                        |
| Leistungsbelastung                          | 5,69 kg/PS                                                        |
| Leermasse                                   | 820 kg                                                            |
| zusätzliche Ausrüstung                      | 14 kg                                                             |
| Besatzung                                   | 160 kg                                                            |
| Kraftstoff                                  | 180 kg                                                            |
| Schmierstoff                                | 26 kg                                                             |
| Zuladung                                    | 50 kg                                                             |
| Startmasse                                  | 1250 kg                                                           |
| Höchstgeschwindigkeit in 0 m Höhe           | 188 km/h                                                          |
| Höchstgeschwindigkeit in 1000 m Höhe        | 201 km/h                                                          |
| Höchstgeschwindigkeit in 2000 m Höhe        | 195 km/h                                                          |
| Reisegeschwindigkeit in 0 m Höhe            | 170 km/h                                                          |
| Reisegeschwindigkeit in 1000 m Höhe         | 190 km/h                                                          |
| Reisegeschwindigkeit in 2000 m Höhe         | 186 km/h                                                          |
| Landegeschwindigkeit                        | 76 km/h                                                           |
| optimale Reichweite bei Vmax in 1000 m Höhe | 1000 km                                                           |
| optimale Reichweite bei Vr in 1000 m Höhe   | 1050 km                                                           |
| optimale Reichweite                         | 1200 km                                                           |
| Steigzeit auf 1000 m Höhe                   | 5,2 min                                                           |
| Steigzeit auf 2000 m Höhe                   | 12,7 min                                                          |
| Steigzeit auf 3000 m Höhe                   | 22,4 min                                                          |
| Gipfelhöhe                                  | 3900 m                                                            |
| Rollstrecke beim Start                      | 270 m                                                             |
| Startstrecke bis 15 m Höhe                  | 410 m                                                             |
| Landestrecke aus 15 m Höhe                  | 370 m                                                             |
| Triebwerk                                   | Argus As 10 Ca                                                    |
| Startleistung                               | 220 PS (162 kW) bei 2000 min−1 in 0 m Höhe                        |
| Nennleistung                                | 195 PS (143 kW) bei 1850 min−1 in 0 m Höhe                        |
| Nennleistung                                | 190 PS (140 kW) bei 1850 min−1 in 2000 m Höhe                     |
| spezifischer Kraftstoffverbrauch            | 230 gr/PSh                                                        |
| Luftschraube                                | Zweiblatt-Holzluftschraube mit 2,4 m Durchmesser                  |
| Bewaffnung                                  | wahlweise 1 × MG 17 starr nach vorn oberhalb des Rumpfvorderteils |